# ألكساندرا ويلسون (مؤرخ)
ألكساندرا ويلسون (بالإنجليزية: Mary Fulbrook)‏ (و. 1951  م) هي مؤرخة، وأستاذة جامعية، وكاتبة غير روائية من المملكة المتحدة، وويلز، ولدت في كارديف، هي عضوةٌ حزب العمال، هي عضوةٌ في الأكاديمية البريطانية.

## التعليم
تعلمت في جامعة هارفارد، وتعلمت في كلية نيونهام
.

## جوائز
حصلت على جوائز منها:
- زمالة الأكاديمية البريطانية (2007)
- جائزة ولفسون التاريخية (2019)